# Friedrich-Ludwig-Jahn-Gymnasium Forst (Lausitz)
Das Friedrich-Ludwig-Jahn-Gymnasium ist ein Gymnasium in Forst (Lausitz), das im Jahre 1880 als höhere Knabenschule eröffnet wurde und seit 2003 Europaschule ist.

## Geschichte

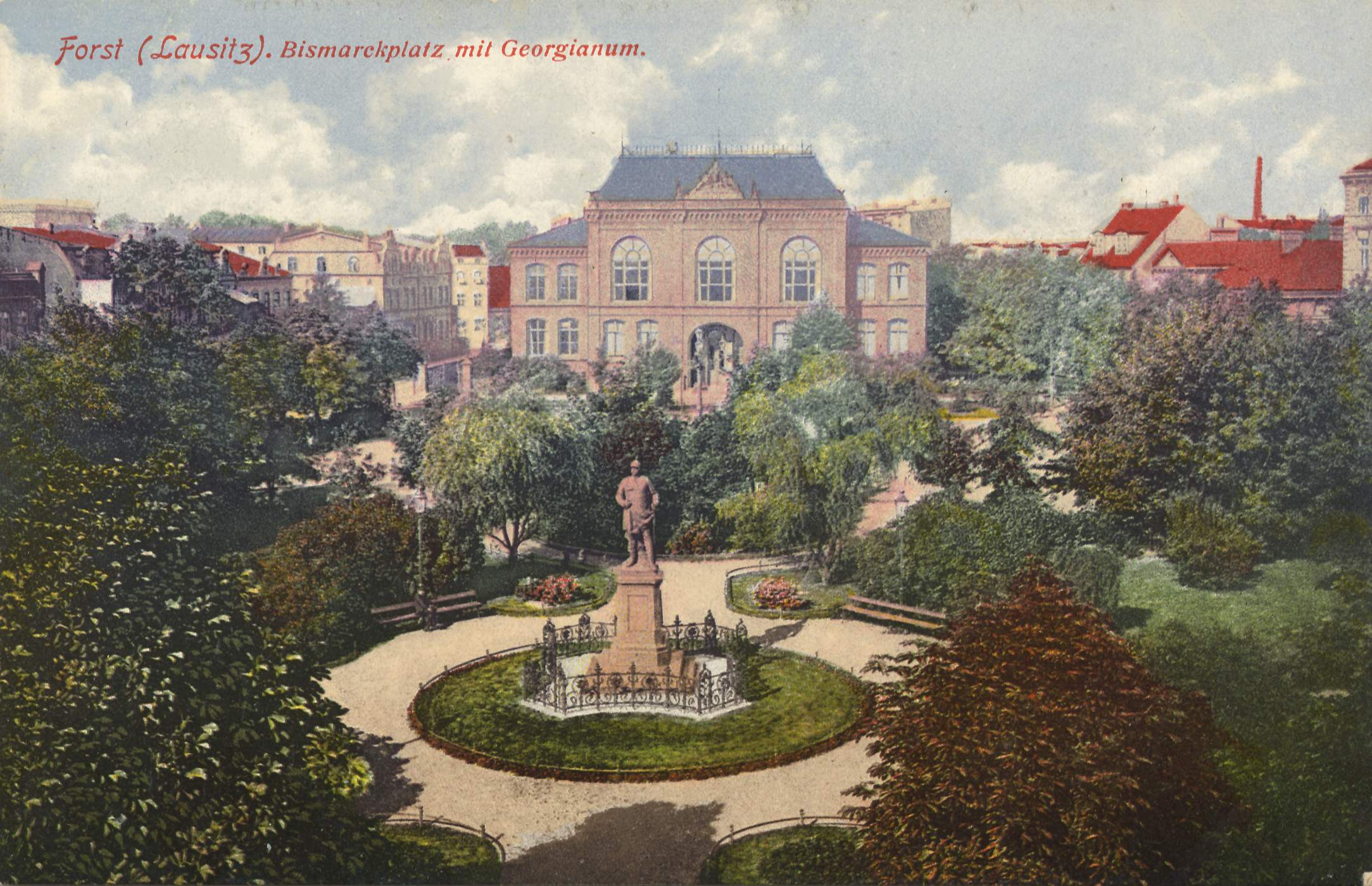
Georgianum am Bismarckplatz (heute Pestalozziplatz), Schulgebäude bis 1929

Das heutige Friedrich-Ludwig-Jahn-Gymnasium wurde 1880 als höhere Knabenschule für 48 Schüler am Bismarckplatz (heute Pestalozziplatz) eröffnet. 1906 erfolgte die Umwandlung zu einem Reformrealgymnasium mit den Jahrgangsstufen 5 bis 11. 1914 wurde die erste Abiturprüfung in Forst geschrieben. Das erste Schulgebäude des Reform-Realgymnasiums („Georgianum“) wurde bald zu klein, so dass ab 1905 ein Schulneubau geplant wurde. 1926 erfolgte der Beschluss zum Neubau auf städtischem Grund, südlich des neu errichteten Stadions am Wasserturm. Im denkmalgeschützten Georgianum war in der DDR ein Kindergarten und zwischen 1992 und 2004 die 6. Grundschule ansässig. Danach beherbergte dieses Objekt die Albert-Schweitzer-Förderschule. Seit 2021 ist eine Gesundheitsfachschule des Carl-Thiem-Klinikum Cottbus in diesem Objekt ansässig.
1929 erfolgte dann der Umzug in das vom Stadtbaurat Rudolf Kühn neu errichtete Schulgebäude an der Jahnstraße. Fortan trug die Schule den Namen Jahnschule. Bedingt durch die Zerstörungen während des Zweiten Weltkrieges im Jahr 1945 erfolgte erst ab 1950 wieder der Unterrichtsbetrieb in dem Gebäude. Zwischen 1954 und 1975 war die Kinder- und Jugendsportschule Forst, der Vorläufer der Lausitzer Sportschule Cottbus, ebenfalls in dem Gebäudekomplex untergebracht. 1959 und 1971 erfolgten erneut Umzüge in andere Schulgebäude der Stadt Forst, ab 1971 unter der Bezeichnung Erweiterte Oberschule. Diese wurde 1982 geschlossen und 1990 im Gebäudekomplex Jahnstraße wiedereröffnet.
Nach der Wiedervereinigung erfolgte 1991 die Neugründung unter dem Namen Friedrich-Ludwig-Jahn-Gymnasium. 2003 erfolgte die Ernennung zur Europaschule. 2003 und 2004 wurde das Schulgebäude umfassend saniert.

## Lage und Architektur
Das Schulgelände befindet sich südlich des Stadions am Wasserturm, und unweit der Spremberger Straße (B 112). Das Gymnasium samt Direktorenwohnhaus mit Garten steht unter Denkmalschutz. Das Hauptgebäude ist ein dreiflügliger Ziegelbau mit teilweise expressionistischen Formen. In der Aula befindet sich ein Relief von Paul Lindau. Das Relief zeigt Szenen aus der griechischen Mythologie.
Auf dem Schulgelände befindet sich weiter die Mehrzweckhalle Forst, welche 1999 als Ersatz für eine Traglufthalle neu errichtet wurde. Neben dem Schulsport wird diese auch für Vereinssport diverser Forster Vereine sowie Veranstaltungen genutzt. In unmittelbarer Nähe zum Gymnasium befinden sich weiterhin das Stadion am Wasserturm und die Schwimmhalle Forst, welche ebenfalls für den Schulsport mitbenutzt werden.

## Partnerschulen
Partnerschaften und Austauschprogramme bestehen mit Schulen in Italien (Liceo Ginnasio Statale in Rom), Israel (Aleh Lod High School in Lod), Norwegen (Videregående Skole in Bjørkelangen), Polen (Adam Mieckiewicz -Gymnasium in Lubsko) und Schottland (Dunbar Grammar School in Dunbar).

## Förderverein
Seit 1991 besteht der Verein Bund der Ehemaligen und Freunde des Gymnasiums Forst e.V., der die Schule und die Schüler bei kulturellen Veranstaltungen unterstützt und Mittel zur Durchführung von wissenschaftlichen Veranstaltungen und von Forschungsprojekten bereitstellt.

## Bekannte Ehemalige
- Christopher Beck (* 1984), Sportler (Fußball)
- Herbert Drescher (1910–2002), Wirtschaftswissenschaftler
- Romy Kasper (* 1988), Sportler (Radrennen)
- Thomas Schneider (* 1988), Sportler (Leichtathletik)
- Franziska Trunte (* 1986), Synchronsprecherin